# Medal Pamiątkowy za Powrót Kłajpedy
Medal Pamiątkowy za Powrót Kłajpedy (niem. Medaille zur Erinnerung an die Heimkehr des Memellandes) – niemieckie odznaczenie nadawane za udział w zajęciu Okręgu Kłajpedy 23 marca 1939 roku na podstawie umowy między Litwą a III Rzeszą z 22 marca 1939 roku.

## Historia
Odznaczenie zostało ustanowione przez Adolfa Hitlera 1 maja 1939 roku dla wyróżnienia uczestników zajęcia 23 marca 1939 roku należącego do Litwy Okręgu Kłajpedy oraz działaczy NSDAP/AO, NSDAP i urzędników, którzy swoimi działaniami przyczynili się do przyłączenia Okręgu Kłajpedy do III Rzeszy.
Medal posiadał jeden stopień.

## Zasady nadawania
Medal nadawany był wszystkim osobom uczestniczącym w działaniach, które przyczyniły się do przyłączenia Okręgu Kłajpedy do III Rzeszy
W końcu 1940 roku nadawanie medalu zostało zakończone. Łącznie nadano 31 322 medale.

## Opis odznaki
Odznaką medalu jest okrągły medal o średnicy 32 mm wykonany z brązu.
Na awersie medalu znajdują się postaci dwóch mężczyzn stojących na postumencie. Mężczyzna w głębi trzyma flagę III Rzeszy, a mężczyzna na pierwszym planie ma na ręku zerwane kajdany. Na tle postumentu znajduje się godło III Rzeszy, orzeł cesarski z rozpostartymi skrzydłami trzymający w szponach wieniec, wewnątrz którego znajduje się swastyka.
Na rewersie w centralnej części jest napis ZUR ERINNERUNG AN DIE HEIMKEHR DES MEMELLANDES 22. MÄRZ 1939 (pol. Dla upamiętnienia powrotu Kłajpedy 22 marca 1939). Wokół napisu wzdłuż krawędzi wieńce z liści dębowych.
Medal zawieszony jest na wstążce o szer. 31 mm, po bokach są wąskie paski białe, następnie szeroki pasek koloru czerwonego, wąski biały i szerszy zielony, znowu szeroki czerwony.